# Timothée Kolodziejczak
Timothée „Kolo“ Kolodziejczak (* 1. října 1991, Avion, Francie) je francouzský fotbalový obránce polského původu, od září 2017 hráč mexického klubu Tigres UANL. Hraje na postu stopera (středního obránce), alternativně na levé straně obrany.

S klubem Sevilla FC vyhrál Evropskou ligu UEFA 2014/15 a 2015/16.

## Klubová kariéra
- CS Avion (mládež)
- RC Lens (mládež)
- Olympique Lyon B 2008–2009
- Olympique Lyon 2009–2012
- OGC Nice 2012–2014
- Sevilla FC 2014–
- Borussia Mönchengladbach 2017[2]
- Tigres UANL 2017–[2]

## Reprezentační kariéra
Kolodziejczak nastupoval za francouzské mládežnické reprezentace od kategorie U16. S francouzským týmem do 19 let vyhrál domácí Mistrovství Evropy hráčů do 19 let 2010.